# Неоуайз
Неоуайз (C/2020 F3) е комета в Слънчевата система с дълъг период и почти параболична орбита.
Тя е открита на 27 март 2020 година от космическия телескоп WISE на американската агенция НАСА. По това време има 18-а видима величина и се намира на 2,0 астрономически единици от Слънцето и на 1,7 астрономически единици от Земята. Неоуайз е най-ярката комета в Северното полукълбо от преминаването на Хейл-Боп през 1997 година, масово фотографирана е от професионални наблюдатели и любители и е забелязвана дори от хора в урбанизирани зони със значително светлинно замърсяване.